# Kriofor

Schemat budowy krioforu. Zimna woda w lewej części wrze przy silnym ochładzaniu prawej.

Kriofor - szklane urządzenie, za pomocą którego można zaprezentować zjawisko parowania i wrzenia wody pod zmniejszonym ciśnieniem. Kriofor składa się z dwóch połączonych wygiętą rurką szklanych zbiorników. W jednym zbiorniku znajduje się trochę wody, resztę objętości wypełnia nasycona para wodna (brak powietrza). Drugi, pusty zbiornik podczas pokazu jest zanurzany w mieszaninie oziębiającej (kawałki lodu zmieszane z solą kuchenną) lub w ciekłym azocie. W niskiej temperaturze para wodna zestala się (resublimuje) na wewnętrznych ściankach zbiornika, wskutek czego ciśnienie pary maleje. Przy intensywnym chłodzeniu można zaobserwować wrzenie wody, po pewnym czasie woda w zbiorniku zamarza. Woda wrze, ponieważ w niskiej temperaturze obniża się temperatura parowania, a zamarza dlatego, że na skutek znacznego obniżenia ciśnienia pary wodnej w zbiorniku, woda gwałtownie paruje, a parując, pobiera ciepło obniżając temperaturę wody aż dochodzi do krzepnięcia pozostałej wody.